# Roger Lapham

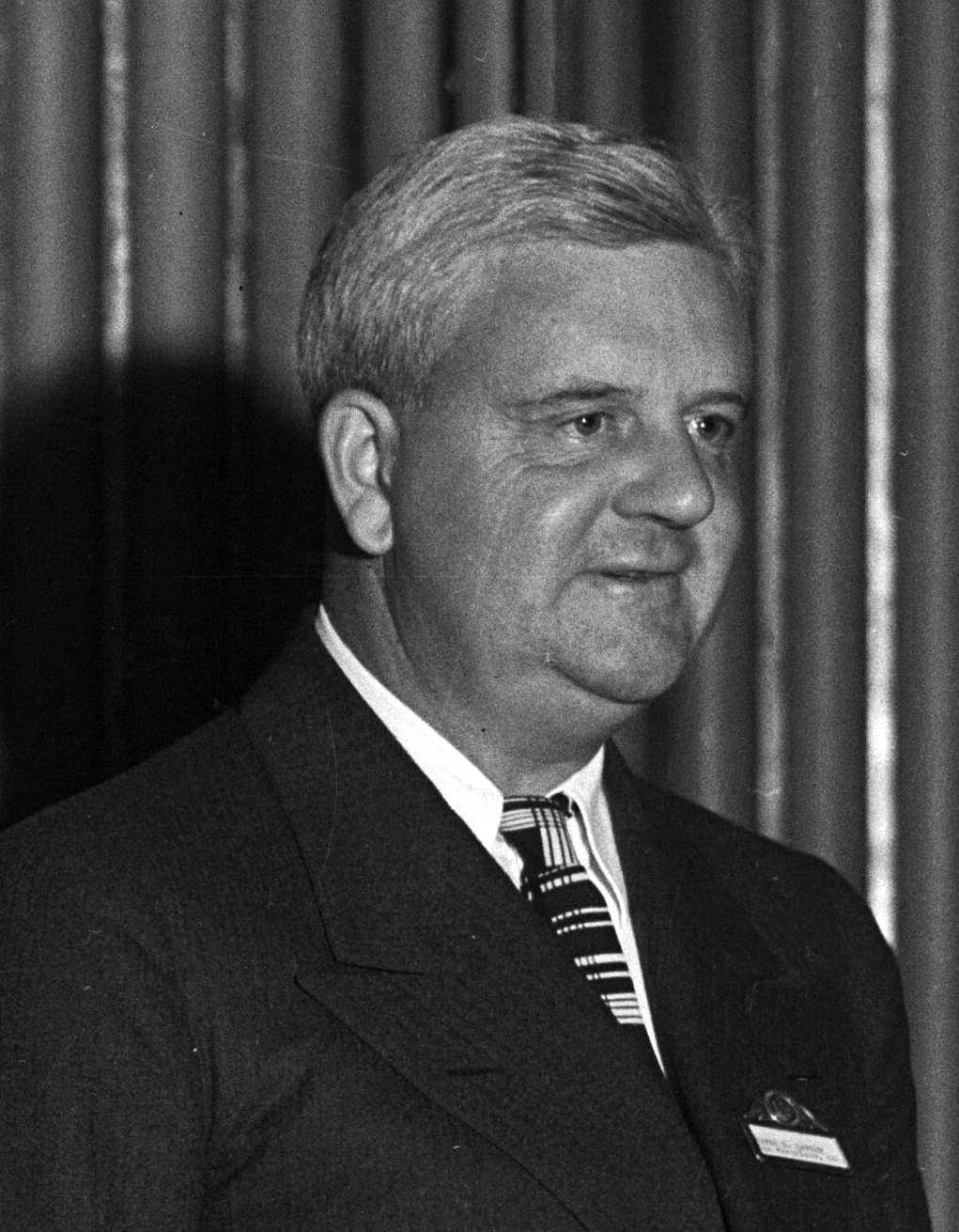
Roger Lapham (1934)

Roger Dearborn Lapham (* 6. Dezember 1883 in New York City; † 16. April 1966 in San Francisco, Kalifornien) war ein US-amerikanischer Schiffseigner, Geschäftsmann und Politiker (Republikanische Partei). Von 1944 bis 1948 war er der 32. Bürgermeister von San Francisco.

## Leben
Lapham wurde in New York als Sohn von Antoinette Nickels Lapham (geb. Dearborn) und Lewis Henry Lapham geboren. Er genoss eine Ausbildung an der Harvard University, war ein Mitglied des Pacific Union Club und ab 1925 Präsident der American-Hawaiian Steamship Company. Lapham vertrat die Position der Arbeitgeber beim großen Streik von 1934 (Waterfront Strike) und wurde daher von J. Ward Maillard, einem Polizeibeamten, für das Amt des Bürgermeisters vorgeschlagen, nachdem die Regierung von Angelo Rossi zusammengebrochen war.
Bereits kurz nach seiner Wahl bekräftigte Lapham seine Absicht, nur eine Amtszeit zu absolvieren. Während des Zweiten Weltkriegs war er auch der Vertreter der Industrie im National War Labor Board, einer Kommission, die Streitigkeiten zwischen Arbeitgebern und Arbeitnehmern durch Verhandlung beilegen sollte, um so Streiks und den während des Krieges äußerst ungünstigen Arbeitszeitausfall zu verhindern. Lapham engagierte sich für die Verstaatlichung der verschiedenen Straßenbahnunternehmungen, die in San Francisco Cable Cars betrieben, wurde aber dafür kritisiert, dass er den Bahnen ungenügende Mittel für Sanierungen zur Verfügung stellte.
Lapham musste sich im Juli 1946 als erster Bürgermeister San Franciscos einem Recall stellen, weil er die Straßenbahngebühren erhöhen wollte. Alle vier Tageszeitungen San Franciscos bekämpften die Abwahl, die dann schließlich auch misslang. Seine größte politische Niederlage erlebte Lapham, als er versuchte, die Cable Cars abzuschaffen. Er begründete dies mit zu hohen Kosten. Schwere Bürgerproteste kamen auf. Die von Friedel Klussmann geführte Opposition erreichte in einer Volksabstimmung gegen den Willen der Regierung, dass die Stadt die traditionsreiche Bahn weiterbetreiben musste und noch heute muss.
Lapham präsidierte auch die Gründungsversammlung der Vereinten Nationen bei ihrer Konferenz von San Francisco im April 1945.
Roger Lapham war der Onkel des bekannten US-Schauspielers Christopher Lloyd der mit der Film-Trilogie "Zurück in die Zukunft" weltweite Bekanntheit erlangte.